# 穴棲似骨鮡
穴棲似骨鮡，為輻鰭魚綱鯰形目骨鮡科的其中一種，為熱帶淡水魚類，分布於亞洲尼泊爾淡水流域，體長可達3.3公分，棲息在礫石底質、水質清澈且流動快速的溪流底層水域，生活習性不明。

## 扩展阅读
維基物種上的相關：穴棲似骨鮡